# Cantó de Le Havre-3
El cantó de Le Havre-3 és un cantó francès del departament del Sena Marítim, situat al districte de Le Havre. Compta amb part del municipi de Le Havre.

## Municipis
- Le Havre

## Història
| Data d'elecció                           | Identitat    | Partit          | Qualitat |
| ---------------------------------------- | ------------ | --------------- | -------- |
| 1945-1973                                | Louis Eudier | PCF             |          |
| 1973-                                    | Gérard Heuzé | PCF, després PS |          |
| les dades anteriors no són pas conegudes |              |                 |          |
|                                          |              |                 |          |